# Abel Bustos
Abel Alejandro Bustos (Pozo Hondo, 18 maggio 1999) è un calciatore argentino, centrocampista del Dep. Madryn.

## Carriera
Cresciuto nel settore giovanile dell'Atl. Tucumán, debutta in prima squadra il 30 marzo 2021 in occasione dell'incontro di Coppa di Lega pareggiato 2-2 contro il Newell's Old Boys.

## Statistiche

### Presenze e reti nei club
Statistiche aggiornate al 17 novembre 2022.
| Stagione        | Squadra         | Campionato      | Campionato | Campionato | Coppe nazionali | Coppe nazionali | Coppe nazionali | Coppe continentali | Coppe continentali | Coppe continentali | Altre coppe | Altre coppe | Altre coppe | Totale | Totale |
| Stagione        | Squadra         | Comp            | Pres       | Reti       | Comp            | Pres            | Reti            | Comp               | Pres               | Reti               | Comp        | Pres        | Reti        | Pres   | Reti   |
| --------------- | --------------- | --------------- | ---------- | ---------- | --------------- | --------------- | --------------- | ------------------ | ------------------ | ------------------ | ----------- | ----------- | ----------- | ------ | ------ |
| 2021            | Atl. Tucumán    | PD              | 11         | 0          | CA+CdL          | 0+5             | 0               | CL                 | 0                  | 0                  |             | -           | -           | 16     | 0      |
| 2022            | Central Córdoba | PD              | 2          | 0          | CA+CdL          | 0+5             | 0               | -                  | -                  | -                  | -           | -           | -           | 7      | 0      |
| Totale carriera | Totale carriera | Totale carriera | 13         | 0          |                 | 10              | 0               |                    | -                  | -                  |             | -           | -           | 23     | 0      |